# Catch Wrestling Association
Catch Wrestling Association — доволі відомий промоушен реслінгу в Європі зі штаб-квартирою в Австрії, заснований Отто Ванзом в 1973 році. Компанія займалася влаштуванням шоу а також просуванням молодих талантів і співпрацювала з такими відомими брендами як New Japan Pro Wrestling і American Wrestling Association. Ця співпраця дозволяла направляти молодих бійців в різні куточки світу.
Такою собі візитною карткою для CWA був Euro Catch Festival, який влітку проходив у Граці, Австрія, а в зимовий період в Бремені в Німеччині.
У 1993 році сталася трагедія, яка ледь не поклала край подальшій діяльності компанії — реслер Ларрі Кемерон переніс серцевий напад прямо під час матчу з Тоні Сент-Клером і помер прямо на рингу.
Особливістю цього промоушену було те, що матчі проводилися згідно з Європейськими правилами, які дозволяли перемогу нокаутом.
В 1999 році федерація припинила своє існування.

## Відомі бійці
- Кріс Бенуа
- Джей Бі Ель
- Дейв Фінлі
- Вільям Рігал

## Чемпіонські титули
- CWA World Heavyweight Championship
- CWA Intercontinental Heavyweight Championship
- CWA Submission Shootfighting Championship
- CWA British Commonwealth Championship
- CWA German Championship
- CWA World Junior Heavyweight Championship
- CWA World Middleweight Championship
- CWA World Tag Team Championship